# Michel Jangoux
Michel Jangoux est un zoologiste belge spécialisé dans les biologies marines et l'étude des voyages des navigateurs des mers australes au XVIIIe siècle. Depuis 1989 il est à la tête du Centre Interuniversitaire de Biologie marine (CIBIM) basé à Bruxelles. Il regroupe les laboratoires de biologie marine de l'ULB, de l'UMH, le laboratoire d'écologie numérique des milieux aquatiques de l'UMH et l'Institut Halieutique et des Sciences Marines de l'Université de Tuléar.
Il est également professeur à l'Université libre de Bruxelles et à l'Université de Mons-Hainaut.

## Sujets d'étude

### Biologie marine
Les sujets abordés en zoologie concernent essentiellement les échinodermes. Ils se décomposent en plusieurs parties : recherche fondamentale (reproduction et développement, nutrition, systèmes de défense, appendices ambulacraires), écologie et diversité. À cela s'ajoutent des études en aquaculture, concernant la production d'oursins comestibles en circuit fermé (Paracentrotus lividus) et la maitrise de la production d'holothuries juvéniles en écloserie (Holothuria scabra).

### Navigation auXVIIIesiècle

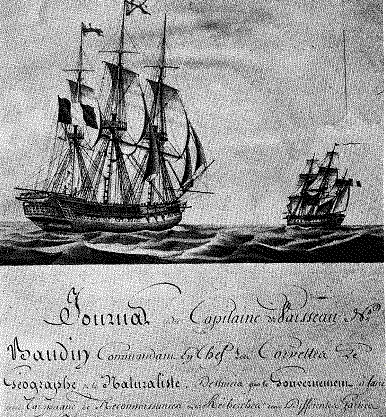
Le Géographe et Le Naturaliste

Les projets d'étude concernant l'histoire des voyages de découverte du XVIIe siècle tournent principalement autour de ceux effectués par le capitaine Nicolas Baudin: l'expédition botanique à bord de la Belle Angélique 1796-1798) vers les Antilles et la découverte des terres australes à bord du Géographe et du Naturaliste (1800-1804).
Ces études consistent en l’analyse des journaux, courriers et autres documents conservés en archives à Paris, à Vincennes, au Havre et à Caen, entre autres dans l'optique des apports aux sciences naturelles (anthropologie, zoologie, botanique, minéralogie, géographie). Il a travaillé en étroite collaboration avec le muséum d'histoire naturelle de Paris pour documenter la collection de botanique rapportée en France par l'expédition Baudin en terres australes.
Ces études ont mené à plusieurs colloques à travers le monde notamment en France et en Australie.

## Honneurs
- 1985: prix Lamarck décerné par l'Académie Royale de Belgique.
- 2009 : Grand Officier de l'Ordre de la Couronne.
- Membre de l'Académie Royale de Belgique.